# Армија Тенесија (Унија)
Овај чланак је о армији у Војсци Уније која је названа по реци Тенеси. За армију у Војсци Конфедерације која је добила име по држави Тенеси видети Армија Тенесија (Конфедерација).
Армија Тенесија је била армија у Војсци Уније на западном бојишту током Америчког грађанског рата, названа по реци Тенеси. Не треба је мешати са Армијом Тенесија у Војсци Конфедерације, која је била названа по држави Тенеси.
Назив „Армија Тенесија“ је вероватно први пут употребљен у Војсци Уније у марту 1862, да опише северњачке снаге које би можда адекватније описао назив „Армија Западног Тенесија“; ово су биле снаге под командом генерал-мајора Јулисиза Гранта у Западном Тенесију, дистрикту Уније. У априлу 1862, Грантове снаге су прошле кроз жестоко искушење у крвавој бици за Шајло. Затим, током шест емсеци који су били обесхрабрујући и неизвесни за Гранта, његова армиај је уз још две северњачке армије организовала не превише крваву опсаду Коринта а затим се растегли да задрже позиције Уније у Тенесију и Мисисипију. Грант је командовао овим снагама до кључне победе код Виксбурга у јулу 1863. Под другим генералима почев од Вилијама Т. Шермана, армија се борила од Чатануге, преко Ноксвила, Меридијана, Атланте, Марша на море, Каролина, до краја рата и распуштања.
Једна студија из 2005. истиче да је Армија Тенесија „била присутна у већини великих битака које су означиле прекретнице у рату — Форт Донелсон, Виксбург и Атланта“ и „победила је у одлучујућим биткама и одлучујућим бојиштима рата“.